# 川上村 (岐阜県池田郡)
川上村（かわかみむら）は、かつて岐阜県池田郡にあった村である。現在の揖斐郡揖斐川町坂内川上に該当する。揖斐川支流の坂内川の最上流に位置する。
古くから滋賀県（近江国）とは八草峠を介して交流が深く、商業、文化、方言などで近江国の影響が大きい。

## 概要
村名は、この地が揖斐川の上流だったことによる。枝郷に八草があったが、1694年（元禄6年）に分村した。人家は2つに分かれ、本村の集落は大きく、八草は小集落で本村の西南1里余に位置した。
1872年（明治5年）に八草村を合併し、1875年（明治8年）6月に門入村を編入したが、1884年（明治17年）7月5日に門入村を分離した。
1645年（正保2年）の『正保郷帳』では石高は51石8斗2升2合。『元禄高帳』では外に枝郷八草村の石高として19石9斗5升7合を記載した。『旧高旧領取調帳』も1868年（明治元年）時点の石高は51石8斗2升2合とする。『明治六年調高』では77石8斗7升1合、段別田2町7段5畝27歩（約2.7ha）・畑6町8段26歩（約6.7ha）・屋敷9反6畝13歩（約9.5a）、外に試起田12町1段4畝1歩（約12ha）・畑1町1段1畝20歩（約1.1ha）があった。
1897年（明治30年）4月1日の揖斐郡設置時に、広瀬村、坂本村と廃置分合（合併）して揖斐郡坂内村の一部となり、同村の大字となる。

## 歴史
- 江戸時代 - 大垣藩領で石高は51石8斗2升2合[7]。
- 1871年8月29日（明治4年7月14日） - 廃藩置県により、大垣県に所属する。
- 1872年1月2日（明治4年11月22日） - 第1次府県統合に伴い、岐阜県に所属する。
- 1872年（明治5年）
  - 不詳 - 川上村と八草村[8][2]が合併して川上村となる[9]。
  - 9月 - 大区小区制により美濃国を175区に分割。川上村は75区に属する[10]。
- 1873年（明治6年）4月 - 岐阜県内管内区画を改正して12大区175小区に分割。旧75区は第6大区6小区に属する[10]。
- 1875年（明治8年）6月 - 門入村を編入する。
- 1879年（明治12年）2月18日 - 郡区町村編制法（明治11年7月22日太政官布告第17号）施行に伴い大区小区制を廃止し、当村は大野池田郡役所（郡役所・大野郡三輪村）の管掌下となる[11]。
- 1884年（明治17年）7月5日 - 川上村が門入村と川上村に分裂する[12]。
- 1889年（明治22年）7月1日 - 町村制（明治44年4月7日法律第69号）施行により、自治体としての川上村が発足[13]。
- 1897年（明治30年）4月1日 - 池田郡広瀬村、坂本村及び川上村が合併して坂内村が発足。同日、川上村廃止[6]。同日、池田郡が大野郡の一部と合併して揖斐郡となる[14][15]。

## 教育
- 訓迪義校（後の坂内村立坂内小学校川上分校。1982年（昭和57年）に冬期のみの分校になり、1991年（平成3年）廃校）